# Masuyita
La masuyita és un mineral de plom, urani, oxigen i hidrogen, químicament és un òxid i hidròxid de plom(II) i de dioxidourani trihidratat, de fórmula Pb(UO₂)₃O3(OH)₂·3H₂O, de color taronja amb diferents tonalitats, una densitat de 5,08 g/cm³, cristal·litza en el sistema ortoròmbic. La presència d'urani fa que sigui un mineral radioactiu. El seu nom fa honor a Gustave Masuy (1905-1945), un geòleg belga que estudià els minerals a la regió de Katanga, Congo belga.